# Arngrímur Jónsson
En aquest nom islandès, el darrer nom és un patronímic, no pas un cognom. La manera de referir-se a aquesta persona és pel nom de pila.
Arngrimur Jonsson (Víðidalur, 1568-Vestur-Húnavatnssýsla, 27 de juny de 1648) era un erudit islandès. El seu retrat aparegué en un bitllet islandès de 10 corones, avui en desús. El 1593, publicà una defensa d'Islàndia en llatí en la qual criticava les tesis sobre aquest país que haguessin emprat o poguessin emprar diversos autors. És conegut pel seu paper en el nacionalisme europeu emmarcat en la transmissió d'una etnografia nacional que permetés a cada país distingir-se dels altres.

## Obres
- Brevis commentarius de Islandia
- Crymogæa
- Supplementum Historiæ Norvegicæ
- Rerum Danicarum fragmenta
- Ad catalogum regum Sveciæ annotanda
- Anatome Blefkeniana
- Epistola pro patria defensoria
- Apotribe virulentæ et atrocis calumniæ
- Athanasia (en memori de Guðbrandur Þorláksson)
- Specimen Islandiæ historicum
- Gronlandia
- Arngrimi Jonae opera latine conscripta, ed.Jakob Benediktsson, Bibliotheca Arnamagnaeana, 9-12, 4 vols. (Copenhagen 1950-57)